# Kamil Mařík
PaedDr. Kamil Mařík (* 2. června 1946, Nová Včelnice) je český básník, nakladatel, pedagog, rozhlasový dramatik a překladatel (především z bulharštiny, ale i z dalších slovanských jazyků). Za normalizace působil též jako vysoký kulturní činovník a úředník.

## Život
V letech 1963–1967 vystudoval češtinu a tělesnou výchovu na Pedagogické fakultě v Českých Budějovicích, kde také později (1983) získal titul doktora pedagogiky (PaedDr.). Při zaměstnání absolvoval v letech 1971–1973 postgraduální studium kulturní politiky na Vysoké škole politické ÚV KSČ v Praze.
V letech 1968–1971 pracoval jako metodik v Jihočeském krajském kulturním středisku a pak do roku 1974 jako inspektor pro kulturu Jihočeského krajského národního výboru. Následně do roku 1983 vedl literární oddělení na ministerstvu kultury a pak do roku 1990 působil jako tajemník Sdružení českých překladatelů. V letech 1990–1991 učil na základní škole pro děti s vadami řeči, pak se stal šéfredaktorem nakladatelství Victoria Publishing (do roku 1994) a šéfredaktorem ekonomické redakce nakladatelství Grada Publishing (do roku 1997). V roce 1998 pracoval v tiskovém odboru firmy Chemapol Group, v letech 1999–2001 jako vedoucí redakce podniku SEVT. Od roku 2001 provozuje nakladatelství odborné literatury Professional Publishing, ve kterém vydal i své poslední básnické sbírky.
Je autorem prorežimní politické lyriky někdy inklinující až k žánru agitační litanie, dále původních rozhlasových her a také překladů především z jihoslovanských jazyků, na kterých částečně spolupracoval se svou manželkou Marií Maříkovou (*1948).

## Dílo

### Básnické sbírky
- ale... (1974).
- Veliký koncert (1976), poema dedikovaná bezejmenným obětem a hrdinům leningradské blokády za druhé světové války.
- Zrození (1980).
- Jak se dělá sad (1983), verše z let 1978–1981.
- Básně z noci do dne (1987).
- Rozhovor bílého s černým (2001), skladba inspirovaná šachovou hrou a komponovaná jako dialog hráčů během šachové partie.
- Ráno postavíme loď (2006), sbírka bilancující život na cestě ke zralému věku.

### Populárně naučné práce
- Současná česká próza (1979), rozšířeno roku 1983 s titulem Současná česká literatura.
- Cesty za moravským a českým vínem (2004).

### Rozhlasové hry
- Andělé na podzim (1978), o západoněmeckých revanšistech.
- Cesta do začátku (1980), s tematikou válečného totálního nasazení.
- Atentát (1982), o pokusu zavraždit V. I. Lenina v době občanské války v Rusku.
- Petrohrad 1. ledna 1918 (1982).
- Nebezpečná láska (1984).

## Překlady

### Překlady zruštiny
- 1975: Píseň o Bouřliváku, pásmo veršů sovětských básníků, věnovaných Velké říjnové socialistické revoluci, spoluautor.
- 1976: Odevzdal jsem svůj lístek ve znamení revoluce, pásmo poezie sovětských básníků k volbám do zastupitelských orgánů, spoluautor.
- 1983: Kliment Minc: Dobrý voják Jaroslav Hašek, komedie, společně s Helenou Kocourovou.
- 1987: Muchtar Šachanov: Smysl slova, přeloženo z ruské verze kazašských originálů.

### Překlady zpolštiny
- 1974: Andrzej Żurowski: Nemilovaná, adaptace stejnojmenné novely Adolfa Rudnického
- 1975: Stanisława Fleszarowa-Muskatová: Noc pod Alpami, divadelní hra.
- 1987: Jerzy Rochowiak: Hračky, loutková hra pro děti.

### Překlady zbulharštiny
- 1979: Mladá řeka, sborník bulharské poezie, spolupředkladatel.
- 1980: Verše proti smrti, antologie protifašistické poezie socialistických zemí, spolupředkladatel.
- 1983: Bulharská poezie 20. století, spolupředkladatel.
- 1984: Dimitar Stefanov: Daleká viditelnost.
- 1986: Orli spí vysoko v horách, bulharské poemy.
- 1987: Lačezar Elenkov: Bezesná místa pobytu.
- 1990: Petar Karaangov: Achillova pata.

### Překlady zesrbštiny
- 1982: Dragan Kolundžija: Ruce, společně s Marií Maříkovou.
- 1983: Radomir Mićunović: Hlasité věci, společně s Marií Maříkovou.
- 1985: Radomir Mićunović: Album zvířátek, leporelo, společně s Marií Maříkovou.

### Překlady zeslovenštiny
- 1983: Pavel Koyš: Děti na dostřel.
- 1988: Štefan Strážay: Co zůstává.
- 1989: Ján Buzássy: Naděje stromu.

### Překlady zfrancouzštiny
- 1986: Velké trojhvězdí, výbor z tvorby francouzských básníků Guillauma Apollinaira, Paula Éluarda a Jacquesa Préverta, společně s Petrem Skarlantem, Karlem Sýsem a Jiřím Žáčkem.
- 2005: Paul Éluard: Ozubené dveře, překlad z francouzštiny, společně s Karlem Sýsem.

### Překlady zmakedonštiny
- 2003: Blaže Koneski: Poslání, společně s Brankou Kubešovou.